# Kilakarai
Kilakarai (en tamil: கீழக்கரை ) es una localidad de la India ubicada en el distrito de Ramanathapuram, estado de Tamil Nadu. Según el censo de 2011, tiene una población de 38 355 habitantes.

## Geografía
Está ubicada a una altitud de 17 m s. n. m., a 547 km de la capital estatal, Chennai, en la zona horaria UTC +5:30.